# Med Smil og Revolver
Med Smil og Revolver er en amerikansk stumfilm fra 1917 af Joseph Henabery.

## Medvirkende
- Douglas Fairbanks som Fancy Jim Sherwood
- Eileen Percy som Jane Forbes
- Frank Campeau som Bull Madden
- Frank Clark som Toby Madden
- Herbert Standing som Warren Bronson